# Daedaleopsis
Genre
Daedaleopsis est un genre de champignons basidiomycètes de la famille des Polyporacées.

## Liste des espèces
Selon MycoBank (24 janvier 2023) :
- Daedaleopsis africanus Ryvarden, 2019
- Daedaleopsis conchiformis Imazeki, 1943
- Daedaleopsis confragosa (Bolton) J.Schröt., 1888
- Daedaleopsis dickinsii (Berk. ex Cooke) Bondartsev, 1963
- Daedaleopsis elegans (Spreng.) Domanski, 1974
- Daedaleopsis flavida (Lév.) A.Roy & A.Mitra, 1984
- Daedaleopsis hainanensis Hai J. Li & S.H.He, 2016
- Daedaleopsis incana P. Karst., 1904
- Daedaleopsis mollis (Sommerf.) P.Karst., 1899
- Daedaleopsis nipponica Imazeki, 1943
- Daedaleopsis nitida (Durieu & Montagne) Zmitr. & Malysheva, 2013
- Daedaleopsis odorata (Wulfen) P.Karst., 1899
- Daedaleopsis papyraceoresupinata (S.Ito & S.Imai) Imazeki, 1943
- Daedaleopsis pergamenea (Berk. & Broome) Ryvarden, 1984
- Daedaleopsis phaea (Lév.) Imazeki, 1959
- Daedaleopsis purpurea (Cooke) Imazeki & Aoshima, 1966
- Daedaleopsis rubescens (Alb. & Schwein.) Imazeki, 1943
- Daedaleopsis septentrionalis (P.Karst.) Niemelä, 1982
- Daedaleopsis sinensis (Lloyd) Y.C.Dai, 1996
- Daedaleopsis styracina (Henn. & Shirai) Imazeki, 1943
- Daedaleopsis tenuis (Hook.) Imazeki, 1943
- Daedaleopsis tricolor (Bull.) Bondartsev & Singer, 1941

## Systématique
Le nom correct complet (avec auteur) de ce taxon est Daedaleopsis J.Schröt., 1888.